# Калиновка (Изяславский район)
Калиновка (укр. Калинівка) — село в Изяславском районе Хмельницкой области Украины.
Население по переписи 2001 года составляло 66 человек. Почтовый индекс — 30365. Телефонный код — 3852. Занимает площадь 0,356 км². Код КОАТУУ — 6822187202.

## Местный совет
30365, Хмельницкая обл., Изяславский р-н, с. Тележинцы, ул. Гагарина, 1